# Ciao/Grazie perché
Ciao/Grazie perché è un singolo di Pupo del 1978. La traccia Ciao è contenuta nell'album Gelato al cioccolato, pubblicato l'anno successivo

## Tracce
1. Ciao
2. Grazie perché